# Where No One Has Gone Before
"Where No One Has Gone Before" är det sjätte avsnittet av den amerikanska science fiction TV-serien Star Trek: The Next Generation, som sändes för första gången den 16 oktober 1987 i USA. En remastrad HD-version av avsnittet fick en begränsad biografvisning den 23 juli 2012 (tillsammans med avsnittet "Datalore") som en del i att fira seriens 25-årsjubileum. Handlingen togs från början fram med titeln "Where None Have Gone Before" och baserades på Diane Duanes bok The Wounded Sky. Duane och Michael Reaves presenterade idén för David Gerrold och Gene Roddenberry, varpå de lämnade in ett manus. Deras manus skrevs därefter om av Maurice Hurley, vars första insats blev dåligt mottagen. Dock blev det hans version som filmades. Avsnittet var det första av seriens avsnitt att regisseras av Rob Bowman, som senare kom att regissera ytterligare tolv avsnitt.
I "Where No One Has Gone Before" får Enterprise besök av Mr. Kosinski (Stanley Kamel) och en alien känd under namnet Resenären (Eric Menyuk). Resenären skickar i väg Enterprise till avlägsna delar av universum. För att de ska kunna ta sig hem behöver de hjälp från Wesley Crusher (Wil Wheaton).
I detta avsnitt gjorde Menyuk det första framträdandet av tre i rollen som Resenären. Biff Yeager gjorde sitt första framträdande som den chefsingenjör som tjänstgjort längst under den första säsongen.

## Handling
Enterprise möter upp med USS Fearless för att ta ombord Mr. Kosinski (Stanley Kamel), en av Stjärnflottans driftexperter som planerar att genomföra tester på warpmotorer för att förbättra dess effektivitet. Kosinski har med sig sin assistent, en alien som kommer från Tau Alpha C och går under namnet Resenären (Eric Menyuk). När Kosinski och Resenären förklarar testerna för skeppets tekniska personal, räknar Wesley Crusher (Wil Wheaton) snabbt ut vad målet med testerna är, och Resenären uttrycker sin beundran för hans förmåga att lösa problem. Testet går snabbt snett när Enterprise börjar accelerera och överträffar warpmotorernas kända funktioner. Kapten Picard (Patrick Stewart) beordrar att skeppet ska stanna och besättningen upptäcker att de befinner sig på andra sidan av galaxen M33 (mer än 2,7 miljoner ljusår från Vintergatan, Enterprise's hemgalax). Även om Kosinski är nöjd med resultatet blir han tillrättavisad av Picard och blir ombedd att göra om processen för att återvända hem. Crusher varnar kommendörkapten Riker (Jonathan Frakes) att Resenären såg ut att glida ur verkligheten under warptestet. Kosinski påbörjar det andra försöket, medan Crusher och Riker observerade att Resenären återigen råkade ut för samma sak igen och såg utmattad ut. Enterprise genomgår återigen en hastighetsökning och när den stannar upp kan inte besättningen fastställa sin position. Picard kräver att Kosinski försöker att ta dem hem.
Samtidigt som Kosinski, Resenären och maskinrummets personal arbetar på att försöka vända processen, börjar resten av besättningen att uppleva verklighetstrogna visioner av sitt förflutna (en effekt av den konstiga rymden runt omkring dem). Efter att ha sett en vision av sin mor (Herta Ware), förmodar Picard att de har kommit fram till den teoretiska yttre kanten (en av de äldsta delarna av universum) och utfärdar en röd varning för att väcka besättningen från deras visioner. Riker informerar Picard att Kosinski inte hade någonting att göra med warphoppen, de var istället ett resultat av Resenärens sjukdom, och på grund av det flyttades han till sjukstugan. Dr. Crusher (Gates McFadden) kan inte bedöma hans utomjordiska biologi och kan inte behandla honom. När Picard senare besöker honom i sjukstugan, förklarar han sin förmåga att kanalisera ren tanke till verklighet. Han förde Enterprise's besättning till den yttre kanten, och utlöste likartade effekter hos besättningen för att se om de var redo att uppleva tankar som verklighet. Han anförtror Picard att han letar efter vetenskapliga underbarn som t.ex. Crusher och att Picard bör vårda honom. När han återgår till ingenjörssektionen ber han om Crushers assistans i att återföra Enterprise till mera kända regioner. Samtidigt som de koncentrerar sig och påbörjar skeppets resa hem, fasar Resenären återigen ut och försvinner. Enterprise stannar plötsligt upp och besättningen är lättade över att åter befinna sig i Federationens territorium (där de var innan det första warphoppet). Efter denna incident befordrar Picard Crusher till tillförordnad fänrik för sina prestationer ombord i Enterprise.

## Produktion

### Manus
Den ursprungliga handlingen för "Where No One Has Gone Before" utvecklades innan starten av Star Trek: The Next Generation, där Michael Reaves och Diane Duane bjöds in för att lämna idéer till historier. Duane tillhörde inte Writers Guild of America (ett krav för att skriva för serien) och tvivlade på att hon skulle bli ombedd att skriva ett manus. Duane och Reaves jobbade tillsammans med flera idéer. Efter en vecka informerades Duane av Reaves om att han hade tagit fram en idé baserad på hennes Star Trek-novell The Wounded Sky och frågade henne om hon ville samarbeta med honom. Hon arbetade på berättelsen med Reaves och de utökade handlingen lite från Reaves originalidé. I en version av manuset var Enterprise involverad i att orsaka födelsen av ett nytt universum, med anspelning på skapelseberättelsen.
De lade fram historien till textbehandlaren David Gerrold, som tog med sig dem till Star Trek-skaparen Gene Roddenberry. Gene gillade idén och föreslog ändringar, vilket Reaves och Duane införlivade i ett andra utkast. Avsnittet fick nu titeln "Where None Have Gone Before" och skiljde sig avsevärt från den slutliga versionen. I detta utkast delade Kosinski rum med Picard vid Starfleet Academy, samtidigt som han fostrade en son. Skeppets resa skiljde sig även från det slutgiltiga avsnittet, då Resenären ersattes av en "warpdrive booster" med ett svart hål i miniatyr. I denna version löstes situationen genom att en miniatyr av Enterprise skjuts in i det svarta hålet på det fullstora skeppet. Interaktionen mellan de två svarta hålen (och ett ännu mindre svart hål i miniatyren av Enterprise) återför det fullstora skeppet till nära den plats där det började sin resa. Sedan Duane och Reaves lämnat in den första versionen av manuset som baserades på denna premiss, hördes ingenting från seriens produktionsteam på två veckor.
Manuset gavs senare till Maurice Hurley för att skrivas om. Han ägnade sex veckor till att skriva om det, och hans första version mottogs dåligt av seriens chefer. Hurley sade vid ett senare tillfälle: "they absolutely hated it, I think they wanted to fire me, and they would have if I didn't have a guaranteed contract". Han skrev om manuset och denna version var den som filmades. Hurley var nöjd med resultatet, han kommenterade det med: "everything about that episode worked". Den slutgiltiga versionen skiljde sig markant från Reaves-Duanes originalmanus. Duane sade senare att endast två scener var kvar i det färdiga avsnittet: den där Picard ser sin mor, samt när han nästan faller ut i rymden från turbohissen. Reaves sade senare om avsnittet: "came together much better on the screen than we thought it would when we read the script. We were lucky, because it was out of our hands".

### Inriktning och rollbesättning

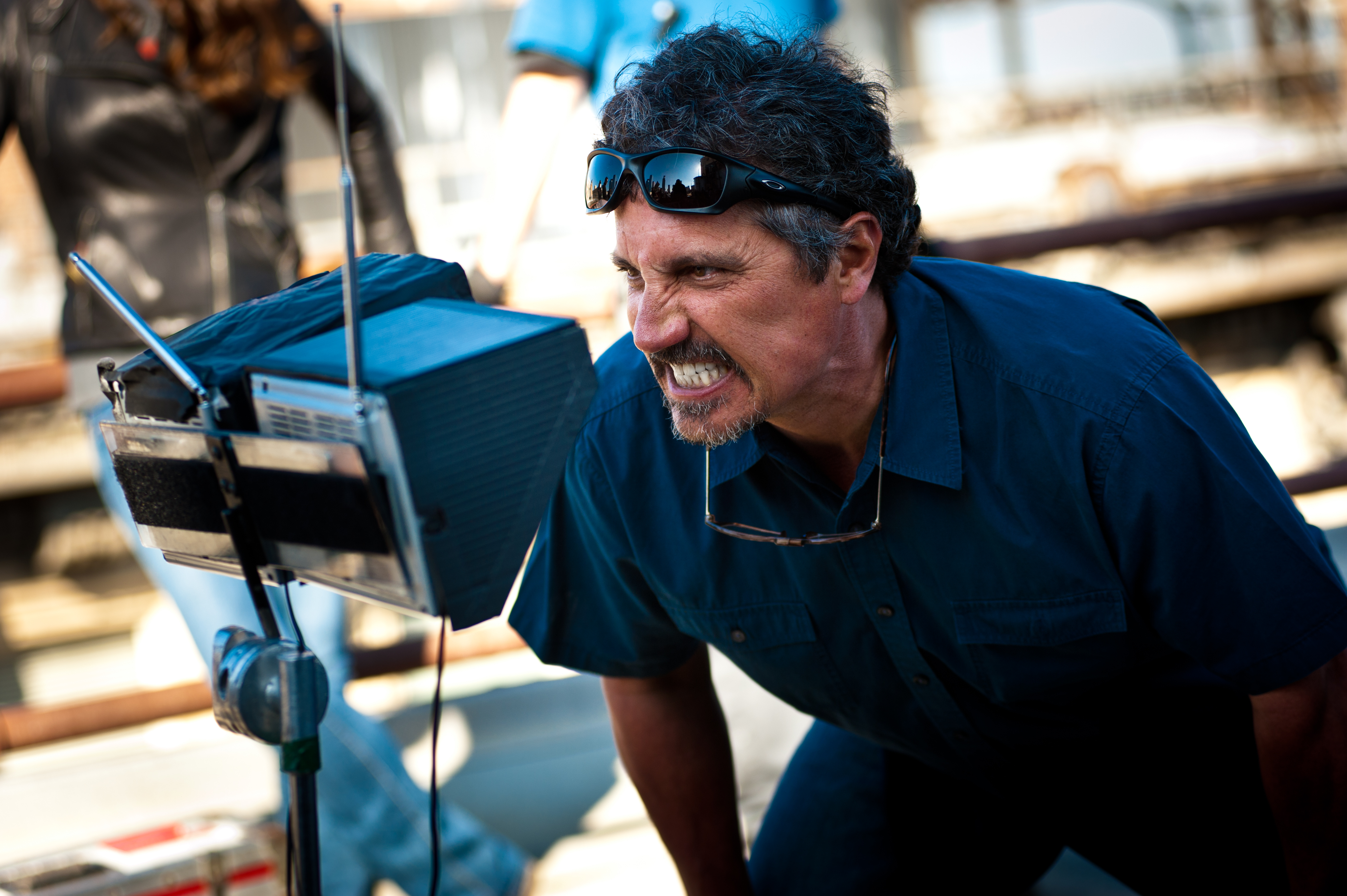
Regissör Rob Bowman (syns här från år 2012) gjorde sin debut i Star Trek med "Where No One Has Gone Before".

Donald Petrie var från början utsedd till att regissera avsnittet, men hoppade av för att regissera filmen Tre tjejer. Seriens exekutiva producent Robert Justman tog in Rob Bowman för att regissera sitt första Star Trek-avsnitt. Justman sade vid ett senare tillfälle att detta var ett av hans mest betydande framsteg på The Next Generation. Bowman jobbade med storyboards och set blocking under tjugo dagar innan han började spela in avsnittet. Han var från början nervös för att jobba med serien och kände att han var tvungen att visa vad han kunde, på grund av sin relativa oerfarenhet som regissör. Bowman sade att det blev lättare efter den andra inspelningsdagen och krediterade filmteamet för att ha fått honom att känna sig välkommen. Han kom senare att regissera ytterligare tolv avsnitt av The Next Generation.
Eric Menyuk fick rollen som Resenären. Skådespelaren hade tidigare varit en av kandidaterna för rollen som Data flera veckor tidigare (rollen gick till Brent Spiner). Han har varit ett fan av Star Trek sedan han var sex år och kom att senare återvända som Resenären i ytterligare två avsnitt: i "Remember Me" och "Journey's End". Menyuks återkomst i "Journey's End" kom även att markera det sista framträdandet för Wesley Crusher. Biff Yeager gjorde sin seriedebut i "Where No One Has Gone Before" som chefsingenjör Argyle, som senare kom att bli den mest återkommande chefsingenjören i säsong ett (medverkade två gånger). Geordi La Forge tog över denna roll i det första avsnittet av säsong två, "The Child". Stuntmannen "Dangerous" Dennis Madalone gjorde även han sin debut i serien som fänriken som hotades av sin egen (inbillade) eld. Från och med säsong tre var han stuntkoordinator för The Next Generation och fortsatte att spela ett antal av besättningsmedlemmarna. Tittarna fick höra Picards mors förnamn i "Chain of Command". Hon spelades i "Where No One Has Gone Before" av Herta Ware, som medverkade i science fiction-filmen Cocoon – djupets hemlighet (1985).

### Visuella effekter och smink
En del av avsnittets effekter skapades i Robert Legatos källare med vattenreflektioner och julbelysning. Manuset gav en vag beskrivning av vad som syntes vid universums slut, så Legato lekte med de effekter som uppstår av vattenreflektioner på hans källarvägg. Genom att filma genom BoPET-film skapade han flera bilder vilka skiktades över varandra för att få den slutliga effekten (som Legato beskrev som "peculiar and bizarre"). Julgransbelysning suspenderades och flyttades för att skapa den blinkande effekt som kan ses i avsnittet.
Den klingonska Targen skapades genom att klä ett vildsvin (vid namn Emmy Lou) i en dräkt skapad av kostymören William Ware Theiss. Seriens exekutiva producent Robert Justman påminde sig senare: "That pig smelled horrid. A sweet-sour, extremely pungent odor. I showered and showered, and it took me a week to get rid of it!" För att spela rollen som Resenären fick Eric Menyuk bära en protes (skapad av Michael Westmore) i pannan som gick in i hans hårfäste. Han bar även ett par händer med tre fingrar, som senare såldes på auktionen "It's A Wrap!" efter det att Star Trek: Enterprise slutat sändas. Hans kostym såldes även den på auktionen.

### Musik
"Where No One Has Gone Before" var det andra avsnittet vars musik komponerades av Ron Jones. En del teman i soundtracket var omarrangerat material från Jerry Goldsmiths musik från filmen Star Trek: The Motion Picture. I stycket "Talk with Mom" (som spelas under Picards möte med sin mor) försökte Jones att skapa en effekt identisk med finalen av Aaron Coplands verk Appalachian Spring (1944). Alexander Courages teman från The Original Series inkluderas i en sjutons ostinato i styckena "Log", "Visitors" och "Fly-By".
Musiken spelades in med en fyrtiomannaorkester. Jones formaterade orkestern att generera ett större ljud än normalt hörs på ljudspår på TV för att få det att låta mer som Goldsmiths musik i The Motion Picture. Keyboards användes för att göra cellosektionen mer framträdande och andra förändringar däribland en ökning i mellanregistret för stråksektionen. Avsnittets soundtrack släpptes år 2010 av Film Score Monthly (som en del av boxen The Ron Jones Project bestående av musik från Star Trek: The Next Generation) i en begränsad utgåva på 5000 kopior.

## Mottagande
With the full weight of its network behind it, TNG got away with a lot of things that would have killed other shows stone-dead. This episode is a prime example of that. The crew lack agency in their situation, the ideas it presents are wholly unrelatable, and the story has virtually nothing resembling an emotional core. And yet, it works, if only because it tickles the part of you that wonders exactly what might be out there. Early TNG was many things, but "Where No One Has Gone Before" shows that it wasn't bland.
Flera recensenter såg tillbaka på avsnittet efter seriens slut. En av dessa var skådespelaren Wil Wheaton som beskrev avsnittet som: "the first time The Next Generation really started to come together". Emellertid var avsnittet bristfälligt när det gällde dialogen och Picards tonförändringar: "I'm not sure if that was a deliberate choice, so he would appear as a conflicted man, or if it was Patrick Stewart's natural warmth and kindness coming through the gruff demeanour Picard was written to have." När han såg om avsnittet år 2006 för AOL TV, gav han det betyget B-plus. Keith DeCandido recenserade avsnittet för Tor.com där han hyllade gästskådespelarna. Stanley Kamel var "magnificent" and "ooze[d] arrogance, overconfidence, and bull in equal measure", medan Herta Ware medförde "tremendous gravitas" till sin roll. Han beskrev avsnittet som det bästa i den första säsongen med starka prestationer av huvudrollsinnehavarna och gav det ett övergripande betyg på åtta (av tio möjliga).
Zack Handlen recenserade avsnittet för The A.V. Club, där han sade att medan det var en förbättring jämfört med tidigare avsnitt, hade han dock reservationer kring användningen av Wesley Crusher. Han kallade det så kallade "thoughts made flesh concept" för en "cliche", men var "gratified to see the series actually trying for something a little beyond their reach, this early in the game". När det gällde Wesley, tyckte Handlen om att införandet av en "Chosen One narrative" som förde "an unlikable character even further to the forefront of the action simply because some writer didn't get enough pats on the head growing up" och gav avsnittet ett B-minus. Jamahl Epsicokhan skrev om avsnittet på sin hemsida Jammer's Reviews att det var första gången i serien som rymden som sådan genererade "awe and wonder". Han tyckte emellertid att avsnittets "fräscha och fängslande" natur bleknade allteftersom avsnittet rullade på. Han kritiserade Wesley Crusher, och beskrev honom som en "cloying geek" och att "you just want to strangle him". Han gav avsnittet betyget 2.5 (av 4 möjliga).
I Richard Hanley's bok The Metaphysics of Star Trek beskrivs Resenärens medverkan i "Where No One has Gone Before" som en fortsättning på temat med intellektuellt avancerade utomjordingar i Star Trek, som tog sin början i The Original Series med Apollo i "Who Mourns for Adonais?" och Gary Mitchell i "Where No Man Has Gone Before". Metafysik refereras i detta avsnitt av Wesley Crusher, som frågar om tanken är grunden för existensen.

## Utgivning
Den första utgivningen av "Where No One Has Gone Before" var på VHS-kassett den 1 april 1992 i USA och Kanada. Avsnittet inkluderades senare i DVD-boxen av säsong ett som släpptes i mars 2002.
Den senaste utgivningen av avsnittet var som en del av den första säsongens Blu-raybox den 24 juli 2012. För att fira 25-årsjubileet av Star Trek: The Next Generation och marknadsföra släppet av den första säsongen på Blu-ray, visades avsnitten "Where No One Has Gone Before" och "Datalore" på bio i USA den 23 juli 2012 i ungefär 500 biografer. "Where No One Has Gone Before" valdes ut av Star Trek-experterna Mike och Denise Okuda på grund av de ovanliga rymdspecialeffekter som syns i avsnittet.